# Štír žlutoocasý
Štír žlutoocasý (Euscorpius flavicaudis) je štír s nejsevernější původní lokalitou výskytu. Tím je Pas-de-Calais ve Francii poblíž hranic s Belgií, kde tento štír proniká téměř k Severnímu moři. Štír žlutoocasý byl také zavlečen do Uruguaye, České republiky a do Velké Británie. Ve velké Británii je poddruh Euscorpius flavicaudis flavicaudis. Přirozeně se vyskytuje v Alžírsku, Tunisku, Francii, Itálii, Moldavsku, Řecku a Španělsku. Má proměnlivé zbarvení, dorůstá délky až 38 mm. Mívá okolo dvaceti mláď'at, u kterých se většinou neprojevuje kanibalismus. Jeho jed není nebezpečný. V současnosti je Euscorpius flavicaudis v rámci změn taxonomie štírů přejmenován na Tetratrichobothrius flavicaudis. Nový rod Tetratrichobothrius je jeden z dvou nových rodů, které pocházejí z původního rodu Euscorpius. e
Tento druh je synantropní.